# When a farm goes aflame
When a farm goes aflame ist ein teils dokumentarischer Film von Jide Tom Akinleminu.

## Inhalt

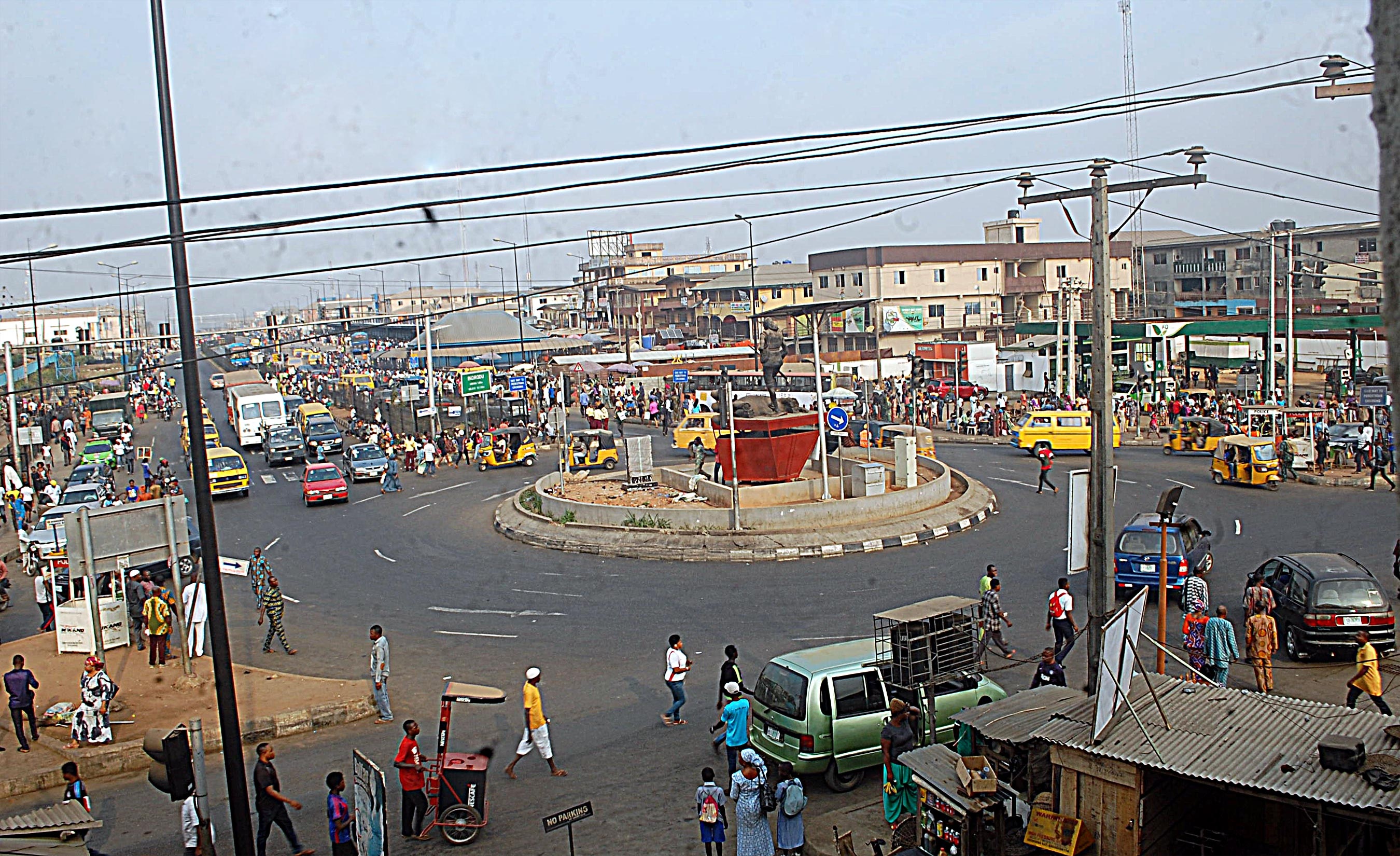
Der Regisseur Jide Tom Akinleminu wuchs in Ikorodu in Lagos auf

Der in Ikorodu aufgewachsene Regisseur Jide Tom Akinleminu ist nach Nigeria zurückgekehrt und bittet ein Orakel, einen alten Mann, um Hilfe. Weil er an einem Film über seine Familie arbeitet, stellt er sich die Fragen, warum sein Vater nie die Wahrheit von seinem Doppelleben erzählte und warum seine Mutter Grete nie Fragen stellte.
Sein Vater hatte als junger Mann Ende der 1960er Jahre sein Heimatdorf in Nigeria verlassen und war für sein Studium nach Dänemark gekommen, wo er seine zukünftige Frau traf. In Nigeria gründeten sie dann eine Familie. Als Jide Tom Akinleminu zehn Jahre alt war, zog er mit seiner Mutter nach Dänemark, da es für die Kinder besser war, dort aufzuwachsen und die Schule zu besuchen. Der Vater jedoch blieb in Nigeria.
Als Akinleminu im Jahr 2013 einen Film über seine Wurzeln drehen wollte, erfuhr er, dass sein Vater in Nigeria eine zweite Familie gründete, dies jedoch vor seiner dänischen Frau verheimlichte, aus Angst, sie zu verletzen. Der Regisseur musste damals seiner Mutter von dieser Lebenslüge berichten, ebenfalls seiner Schwester Titi Tine, die wiederum ihren Kindern erklären musste, dass Großvater noch eine zweite Familie hat. Der Vater kam noch einmal nach Dänemark, wobei er und Grete beschlossen, Freunde bleiben zu wollen. Hiernach ließ die Mutter ihm die Scheidungspapiere zukommen, die er schließlich auch unterschrieb.
Der Regisseur besucht seinen Halbbruder in Edmonton in Kanada und begleitet ihn mit der Kamera durch seinen Alltag. Am Anfang war dem jungen Mann aus Nigeria alles viel zu kalt. Dort lässt er sich der Einfachheit halber Sam nennen. Auch in Nigeria spricht er mit einem Halbbruder, der erzählt, dass es für ihn damals kein gutes Gefühl war, von ihm zu erfahren. Einige seiner Verwandten in Nigeria raten ihm, die Vergangenheit ruhen zu lassen, andere Verwandte verstehen, dass er alles irgendwie zusammenkriegen will. 
Obwohl sein Vater dies verhindern will und droht, den Kontakt mit ihm abzubrechen, trifft der Regisseur noch einen anderen mutmaßlichen Bruder. Bunmi lebt in San Bernardino in den USA und wurde zwei Wochen vor ihm geboren. Er hat seinen Vater schon sehr lange nicht mehr gesprochen und erzählt dem Regisseur ein wenig mehr von der Reaktion der Mutter, als die von der Familie in Dänemark erfuhr.

## Produktion
Der Titel des Films leitet sich von der englischen Übersetzung „When a farm goes aflame, the flakes fly home to bear the tale“ eines Yoruba-Sprichworts ab. Dieses besagt, dass nichts dauerhaft vertuscht werden kann.
Regie führte Jide Tom Akinleminu. Er drehte bereits einen anderen Film über seinen Vater mit dem Titel Portrait of a low farmer, wusste zu diesem Zeitpunkt jedoch noch nichts von dessen zweiter Familie. 
Eine erste Vorstellung des Films erfolgte Anfang März 2021 beim European Film Market im Vorfeld der Internationalen Filmfestspiele Berlin. Im September 2021 wurde er beim Achtung Berlin Filmfestival gezeigt. Anfang November 2021 wurde er bei den Nordischen Filmtage Lübeck gezeigt. Im Mai 2022 wird er beim Dokfest München vorgestellt.

## Auszeichnungen
Achtung Berlin Filmfestival 2021
- Auszeichnung mit dem Preis der Ökumenischen Jury
- Lobende Erwähnung (Kameraarbeit von Jide Tom Akinleminu)[7]

Dokfest München 2022
- Nominierung für den Kinokino-Publikumspreis[6]

Nordische Filmtage Lübeck 2021
- Nominierung im Wettbewerb Dokumentarfilme